# بلاوه
بلاوه (به کردی: بەلاوه) شهری از توابع بخش زاگرس شهرستان چرداول در استان ایلام و  مرکز بخش زاگرس می باشد.

## زبان
مردم شهر بلاوه کرد هستند و به زبان کردی تکلم می کنند.

## تبدیل به شهر
با مصوبه تیر ۱۳۹۲ هیئت وزیران ، روستای بلاوه تره به شهر تبدیل و به نام شهر بلاوه نامگذاری شد.

## جمعیت
این شهر در بخش زاگرس شهرستان چرداول قرار داشته و در سال ۹۵، حدود ۲۶۴ نفر جمعیت داشته است؛ که با این حساب، این شهر جزو ۱۰ شهر دارای کمتر از ۱۰۰۰ نفر جمعیت در ایران است.